# Élise van Thuyne

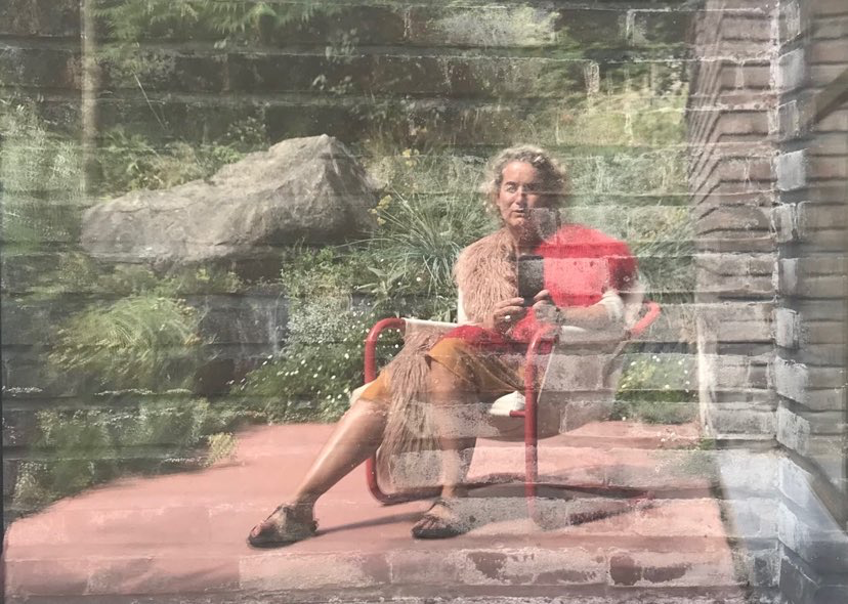
Élise Van Thuyne

Élise Van Thuyne is een Belgische taalkundige en interieurarchitect.

## Loopbaan
Van Thuyne studeerde linguïstiek Engels - Italiaans aan Université libre de Bruxelles (ULB). Ze startte in 2005 haar eigen praktijk als autodidact interieurarchitect.

## Visie
Met een achtergrond in de taalkunde, benadert Van Thuyne naar eigen zeggen interieurs vanuit een specifiek perspectief. Ze ziet interieurs als een gelaagd verhaal waarbij het toevoegen van bepaalde objecten ze vervolledigen. Haar projecten zijn het resultaat van een zoektocht naar juiste verhoudingen, lichtinval en materialen. Ze bevinden zich op de grens tussen beeldende kunst, architectuur en design.
In 2018 publiceerde ze het boek 'The Invisible Mark'. Hierin bespreekt ze een aantal realisaties waaronder de renovatie van haar eigen woning.

## Projecten (selectie)
- 2011, Inrichting van eigen woning, Mariakerke (Gent)
- 2016, Meubelproject en tentoonstelling 'Armoirés', Gent[3]
- 2017, Verbouwing van het atelier van kunstenaarsduo Muller Van Severen, Evergem[4]
- 2019, Interieurinrichting van de kantoren van Uitgeverij Luster, Antwerpen.
- 2022, Herbestemming Sint-Hubertuskerk (Berchem), Antwerpen (Berchem) tot archiefdepot, kantoren en bibliotheek voor het Vlaams_Architectuurinstituut (VAi). In een tijdelijke vereniging met ectv architecten.[5]